# Казашка войска
Казашката войска е набирана от съсловието на казаците.

## Предистория
Първоначално сформирани като сдружения на свободни и бегълци извън всяка административна юрисдикция, казашките войски по-късно са ползвани и от въоръжените сили на редица държави (Руското царство, Жечпосполита, Османската империя, Руската империя). Сред известните казашки пълководци са: Богдан Хмелницки, Ермак Тимофеевич, Стенка Разин, Емелян Пугачов, Иван Мазепа.

## Руска казашка войска
С появата на редовната армия в Русия в края на XVII век и до 1870-те години казаците са считани за нередовни войски на Русия. През 1874 г. системата на военен набор в Русия е заменена от военна повинност, а редът на служба на казаците е определен от устава за военната служба на Донската войска, приет през 1875 година. Оттогава терминът „нередовни войски“ изчезва в официалните документи и се ползва понятието „казашки войски“.
Формирования
В началото на XX век в Русия има 11 казашки войски, наброяващи около 3 милиона души; най-голямата е Донската войска. В мирно време казаците са:
- 17 полка и 6 отделни сотни на Донската войска,
- 11 полка и 1 дивизия на Кубанската войска,
- 4 полка и 4 местни командвания на Терската войска,
- 6 полка, 1 дивизия и 2 сотни оренбургски войски,
- 3 полка и 2 отряда на Урал
- 3 полка на сибирската войска,
- 1 полк от Семиреченската войска,
- 4 полка на Забайкальската войска,
- 1 полк от Амурската войска,
- 1 дивизия на усурийската войска,
- 2 сотни иркутски и красноярски казаци.

Освен това от казаци са 3 гвардейски полка: Казашкият полк на личните гвардейци, Атаманският гвардейски полк и Комбинираният казашки полк, както и конвой от 400 императорски гвардейци. Във военно време казаците са длъжни да съставят до 146 полка, 41 стотни, 22 пехотни батальона и 38 батареи конна артилерия, с общ личен състав от 178 000 души.
Военна служба
Всички казашки мъже се считат задължени за военна служба за период от 20 години. За разлика от редовната армия, призивът за която има редица изключения, служат всички казаци.
Започвайки от 18-годишна възраст, казакът се включва в подготвителен наряд за 3 години. През това време е длъжен да придобие кон и униформа. Тогава казакът се записва в строевата тренировка и служи в продължение на 4 години, след което се прехвърля в резерва.
Казаците в резерв продължават да се регистрират в строевите части, първите 4 години – втори призив, след това се прехвърлят от строевите части към запаса. На възраст 33 години казакът се прехвърля в запаса на 38 години в опълчението.
Местни войски
- Азовски казаци;
- Астрахански казаци;
- Башкирски казаци;
- Бугски казаци;
- Волжки казаци;
- Дунайски казаци;
- Донски казаци;
- Екатеринославски казаци;
- Запорожка войска;
- Кавказка казашка войска;
- Калмыцки казаци;
- Кубански казаци;
- Оренбургски казаци;
- Семиреченски казаци;
- Исетски казаци;
- Сибирска линейна казашка войска́;
- Терски казаци
- Усурийски казаци;
- Уралски казаци;
- Черноморски казаци;
- Забайкалски казаци и др.

## Филателия
- [[Пощенски
- Донски казак
- Кубански казак
- Терски каак
- Амурски казак
- Астрахански казак
- Волски казак
- Енисейски, оренбургски и усурийски казаци